# Antarchaea magalium
Antarchaea magalium är en fjärilsart som beskrevs av Townsend 1958. Antarchaea magalium ingår i släktet Antarchaea och familjen nattflyn. Inga underarter finns listade i Catalogue of Life.